# 新卷甲螨总科
新卷甲螨总科（学名：Euphthiracaroidea）为疥螨目的一个总科。

## 下级分类
本总科包括以下科：
- 新卷甲螨科 Euphthiracaridae Jacot, 1930
- 元三甲螨科 Oribotritiidae Balogh, 1943
- Synichotritiidae Walker, 1965